# Bella Freud
Bella Freud (Londen, 17 april 1961) is een Brits modeontwerpster.

## Biografie

### Achtergrond
Bella Freud werd in Londen geboren als de dochter van Bernardine Coverley en kunstenaar Lucian Freud. Ze is het achterkleinkind van de grondlegger van de psychoanalyse Sigmund Freud. Haar zus is schrijver Esther Freud, zij schreef een boek over hun hippiejeugd in Marokko met de titel "Hideous Kinky". Bella Freud was getrouwd met James Fox. Samen hebben ze een zoon, Jimmy (2001).

### Loopbaan
Ze begon haar carrière in de mode in het atelier van Vivienne Westwood. Freud lanceerde haar eigen merk in 1990. In 2015 opende ze haar eerste zelfstandige winkel in 2015 in Londen.
Freud werkte mee aan een aantal films en documentaires. Zo verscheen ze als zichzelf in de documentaire "The Legend of Leigh Bowery". De documentaire beschrijft het werk en leven van ontwerper Leigh Bowery. De film werd uitgebracht in 2002. In 2004 verscheen Freud, opnieuw als zichzelf, in een documentaire (Lucien Freud Portraits) over haar vader. In 1999 werkte Freud samen met de Amerikaanse acteur John Malkovich om drie korte films te maken: Strap Hanging, Lady Behave en Hideous Man. Zelf maakte Bella Freud haar regiedebuut in 2013. De film, Girl Boils an Egg, is een twee minuten durende short.
- Library of Congress Control Number: no2019024443
- Virtual International Authority File: 7058155105789476320008
- WorldCat: E39PBJjT3Cx4f6FRmcKPqgHKVC